# Johann Heinrich Sulzer
Johann Heinrich Sulzer (Winterthur, 18 de septiembre de 1735-ibidem, 14 de agosto de 1813) fue un físico y entomólogo suizo.

## Trabajo profesional
Estudió medicina en la Universidad de Tubinga y más tarde empezó una práctica médica en Winterthur. Como físico destacó por su trabajo con vacunas de viruela. En el campo de entomología, fue autor de estas publicaciones: 
- Die Kennzeichen der Insekten, nach Anleitung des Königl. Schwed. Ritters und Leibarzts Karl Linneo, (...) (1761) @– Las características de insectos, según las instrucciones de Carl Linneaeus.
- Abgekürzte Geschichte der Insecten nach dern Linaeischen System (1776) @– Historia abreviada de insectos según el sistema Linnaeano.[1]